# 斯文·哈姆林
斯文·哈姆林（瑞典語：Sven Hamrin，1941年3月30日—2018年1月25日），瑞典男子自行车运动员。他曾代表瑞典参加1964年夏季奥林匹克运动会自行车比赛，获得男子团体计时赛铜牌。